# 哥倫布城鎮區 (愛荷華州路易莎縣)
哥倫布城鎮區（英語：Columbus City Township）是位於美國愛荷華州路易莎縣的一個行政鎮區。

## 地方資料
根據2010年美國人口普查的數據，哥倫布城鎮區的面積為144.75平方千米，當中陸地面積為143.65平方千米，而水域面積為1.10平方千米。當地共有人口2960人，而人口密度為每平方千米20.45人。